# Retama
Retama és un gènere de plantes amb flor de la tribu Genisteae de la família Fabaceae.

## Taxonomia
- Retama monosperma (L.) Boiss., ginesta de flor blanca, ginestera blanca, cultivada com ornamental.
- Retama raetam (Forssk.) Webb, ginesta ploraire
- Retama sphaerocarpa (L.) Boiss. - ginesta vimenera, fiquera, ginesta vimatera que és l'única d'aquest gènere autòctona als Països Catalans.